# せがた三四郎
せがた三四郎（せがたさんしろう）は、セガ・エンタープライゼスの家庭用ゲーム機であるセガサターンの宣伝マスコット（イメージキャラクター）。藤岡弘、（旧芸名：藤岡弘）が演じ、1997年11月から1998年11月にかけてテレビCMをはじめ、各メディアに登場した。

## 概要
せがた三四郎は、富田常雄の小説を原作に映画をはじめ、様々なメディア作品として知られている『姿三四郎』をもじって名付けられた。演じる藤岡弘、の個性を活かし、武闘派なキャラクターに設定されている。外見は道着姿の藤岡弘、であり、「遊びの道に魂を込めた男」「遊びの道を究めた硬派な男」であるという。
CM初期は、セガサターン以外の遊びに興じようとする者の前に突如立ちはだかり、背負い投げや締め技で容赦なく制裁を加えたあと「セガサターン、シロ!」と一喝する怪人物であり、制裁される子供や若者が顔を見ただけで「せがた三四郎!?」と驚くほどに知名度があるという描写がされている。
「セガサターン、シロ!」の決め台詞は、“セガサターンで遊べ”という意味のほかに、もとは黒だった外装をモデルチェンジで白色に近いミストグレーに変更した“セガサターン、白”のアピールも含んでいる。
1998年2月のCM好感度で2位を獲得した。セガサターンの後継機「ドリームキャスト」の発売前に契約満了となる予定だったが、好評のため同機発売まで延長された。
2015年4月に行われたセガグループ再編に伴い、キャラクターの版権はセガからセガホールディングス（後のセガグループ）へ移動した。

## 歴代CM
かなり過酷な撮影内容でも「極力CGを使わない」ことにこだわり可能な限り吹き替えを使わず藤岡本人が演じた。ラジオCMでは、受験生に対してセガサターン使用の自粛を訴えたり、当時社会問題となっていた「いじめ」に引っ掛けて青少年を子に持つ親へメッセージを発したりと、自虐的かつ教育的な内容も発信した。
01. 『ソニックR』
これから野球をしようとする少年たちの前に、突然せがた三四郎が現れて立ちふさがり、問答無用で少年たちに投げと締め技を繰り出し、「セガサターン、しろ！」と活を入れる。三四郎は、死屍累々となった少年たちを置き去りにして去っていく。ナレーションは中江真司。
02  『シャイニング・フォースIII』
朝までクラブで踊ろうとする若者たちのど真ん中に、突然せがた三四郎が現れて、男女の別なく次々と投げと締め技で制裁を下して、「セガサターン、しろ！」と活を入れる。ゲーム画面での宣伝後にセガサターンを置いて、死屍累々たるディスコから立ち去る。
上述の『ソニックR』編とこの作品について藤岡は当初、「何の罪もない子供や若者を投げ飛ばすのはどうなのか」と悩んだが、父親の厳しい稽古を思い出し、「親の厳しさと愛を真剣に伝えよう」と決意すると同時に「いい加減な気持ちでやったら、ただの虐待になる」と戒めたという。
03. 『サターンボンバーマンファイト!!』
道着で挑む青年をせがた三四郎が投げ飛ばす。放り投げられた青年は遠くの地面に落下し爆発炎上。この作品から主題歌「せがた三四郎テーマソング（曲名は後に「セガサターン、シロ！」）」が初登場。締めは「ボンバーマン!!」という台詞だった。ナレーションは1990年代当時のボンバーマンシリーズのCMを担当していた杉山佳寿子。
なお、後に発売された『PROJECT X ZONE 2：BRAVE NEW WORLD』ではこのCMがネタにされており、三四郎の必殺技として登場している。
この作品の撮影では、用意した火薬の爆発と爆風が予想以上の威力になってしまい、演じた藤岡だけでなく制作スタッフも非常に驚いたという。
04. 三シローディスクもついてくる
クリスマス、家にやって来たサンタクロースに群がる子供たち。しかしサンタの面を剥ぎ取った正体はせがた三四郎で、雄叫びを上げ、子供たちは恐怖に慄く。CMキャッチコピーは「三シローディスクもついてくる」だが、せがた三四郎はセガサターンのハードのみを置いて立ち去った。
登場した子供たちの中には、後に女優として活躍することになる井上真央がいた（中央の位置で登場した女の子役。当時8歳）。
05. 年末年始だッ!→今年は凄いゾッ!
巨大なセガサターンを背負って山の中で修行するせがた三四郎。巨大なセガサターンのコントローラのボタンを高速パンチで連打したり、本体を木に固定してコントローラのコードを使って背負い投げの打ち込みをする様子などが描かれた。主題歌「せがた三四郎テーマソング」の1番のほぼすべてがBGMとして使われた。
使用された巨大なセガサターンは実は木製で総重量は40kgに及んだという。しかもそれを担ぎながら裸足で土の上を走ったため、足裏は石が画びょうのように刺さり続けて血まみれになり、同じく木製の巨大コントローラーを手加減なしにひたすら殴り続けたため、小指を骨折しただけでなく、コントローラー自体も撮影後は血まみれになっていた（「セガフェス2019」より）。
06. 『ソロ・クライシス』
「表裏一体・頭脳ゲーム」の紹介ということで「頭を使う」ことがコンセプトだが、せがた三四郎は頭脳を使わず頭部でもって脳天かわら割りを披露し、画面に向けて「頭を使え!」と一喝する。三四郎はオチでかなり痛がっていた（「本当に痛かった」と本人談）。この瓦割りは藤岡本人が実際に行っているが、額が割れて血が出たとのこと。ナレーションは小林研二。
このCMから三四郎の行動が紹介するゲームの内容に準ずるものとなった。
07. 『AZEL -PANZER DRAGOON RPG-』
たいまつの燃える中、龍の面をつけたせがた三四郎が龍の舞を披露した後にゲーム画面での宣伝が入り、面をはずしたせがた三四郎が「アゼル…！」と力強く呟いて締める。
08. 『Winter Heat』
せがた三四郎はスピードスケート選手とのレース対決に素足で挑み勝利した。オチで負けた選手は頭を抱えながらうなだれ、一方の三四郎は凍傷状態になった足をストーブの横で必死に暖める。
なお、走ったスケートリンクは本物。かつ本当に氷の上を走っており、リハーサルなしの一発撮りであった（藤岡曰く「一歩間違えば転倒して大事故になっていた」）。ストーブの横で必死に暖めていたのも演技ではなく、本当に凍傷寸前だったため。また、このCMの撮影は10作目の『バーニングレンジャー』編撮影後、その日の内に行われたとのこと。
09. 『プロ野球チームもつくろう!』
ゲームの監修を手掛けた野茂英雄投手の写真を前に、せがた三四郎が涙を流しながら感謝の言葉を述べる。ナレーションはパンチョ伊東が担当。
10. 『バーニングレンジャー』
火事の現場で取り残されている姉妹のもとにせがた三四郎が燃えるドアを蹴破って現れ、気を失っている姉に人工呼吸を施す。妹は脱出を促すが、途中で投げ出すことが許せない性格のせがた三四郎は、それに構わず人工呼吸を続けるというオチ。
このCMの撮影後、そのまま上述の『Winter Heat』編の撮影に移行したとのこと。
11. 『GREATEST NINE '98』
バッティングセンターでも道着姿のせがた三四郎は、飛んで来たボールをミドルキックでホームランにした。オチでは次々に飛んでくるボールを胸板で受け止めた。
「お笑いを意識した」という。「本物（のピッチングマシン）を使ったら、さすがに危険だから」との配慮から、打ち返したり受け止めたボールは全てCGを使っている。
12. 『ザ・ハウス・オブ・ザ・デッド』
襲い掛かってくるゾンビと化した人々をいつものように投げ飛ばしまくるせがた三四郎だが、ゾンビたちはいくら投げても起き上がり迫り来る。壁際に追い詰められ「こいつら人間じゃねえ!!」と悲鳴をあげる三四郎に群がるゾンビたち。ゲームの紹介後に画面が戻り、ゾンビに群がられ引きつった表情を浮かべる三四郎の顔で締められる。三四郎が弱音を吐くという珍しいエピソードで、ナレーションでも「ゾンビは銃で撃て」と突っ込まれている。ナレーションは大友龍三郎が担当。
なお、後に発売された『PROJECT X ZONE 2：BRAVE NEW WORLD』では、このCMの内容がネタにされており、「三四郎はゾンビが苦手」という設定が付けられている。
13. 『ドラゴンフォースII』
はじめに「せがた三四郎」の独唱から入り、徐々に歌い手が増え、最後には大合唱となる。それとともに、画面のせがた三四郎も増殖していき、最後には巨大な三四郎を従えたせがた三四郎軍団と化し、全員で「トォォォゥリャァァァ!!」と叫ぶ。
これは、『ドラゴンフォースII』のテーマである「大人数の混戦」に由来しており、最後は三四郎軍団が雄たけびをあげながら一斉に突撃していく。ナレーションは大友龍三郎が担当。
14. 『サクラ大戦2 〜君、死にたもうことなかれ〜』
桜舞い散る中、真宮寺さくら（演：横山智佐）とじゃれ合うせがた三四郎。笑顔で花びらを掛け合い抱き合うその姿は、せがた三四郎シリーズ中でも異色である。
BGMは「もしも…」（岡本麻弥〈ソレッタ・織姫役〉）、作品紹介時が「檄! 帝国華撃団（改）」。
このネタは、『PROJECT X ZONE 2：BRAVE NEW WORLD』でも使われている。
共演した横山も藤岡との共演に「長年の夢が叶い、嬉しかった」と語っているが、その一方で「花びらを容赦なく掛けられて生き埋めになりそうだった」と愚痴をこぼしている。また、歌で出演した岡本は「智佐ちゃんが羨ましい」とコメントしている（岡本はかつて「藤岡弘、のお嫁さん」を夢見ていたほどの、藤岡の大ファンである）。
15. 『DEEP FEAR』
封鎖された海中施設をテーマにしたホラー作品に因み、せがた三四郎は薄暗い室内で無心に魚を捌く。捌かれた魚はオチで舟盛りとなる。ホラーゲームらしい暗い雰囲気は、せがた三四郎シリーズでもやや異色。ナレーションは大友龍三郎が担当。
16. 『ワールドカップ'98 フランス』
サッカーのフリーキックの場面で、ゴールキーパーのせがた三四郎はゴールポストを背負い投げして直角に傾け、ボールを入れさせず死守したが、審判員にレッドカードを出された。ナレーションは武居“M”征吾が担当。
17. 『日本代表チームの監督になろう! 世界初、サッカーRPG』
コーナーキックでボールが蹴られた瞬間、ベンチでその様子を見守っていたせがた三四郎は「選手交代」の声と共に隣にいた選手を投げ飛ばす。弾丸のごとく飛んで行った選手の頭にボールが当たり、ヘディングシュートとなってゴール。「名監督!」と満足げなせがた三四郎は、オチでゴール後のパフォーマンスにも参加している。主役の立場は異なるが、前作の続編で、登場するサッカースタジアムも同じものが使われている。ナレーションも武居“M”征吾が前作に引き続いて担当。
18. 『バッケンローダー』
「せがたゲームチャート」なるものが登場。このチャートは「インパクト」「知性」「恋愛」「ユーモア」「スチーム度」によって五角形を形作っており、『バッケンローダー』はこの「スチーム度」が満点だった。ナレーションは中田譲治が担当。
19. 『せがた三四郎 真剣遊戯（仮）』
冒頭は「緊急特報」のテロップ。これまでCMで流れたせがたの登場シーンや名シーンとともに「炎の男が」「セガサターンに喝を入れる!」「せがた三四郎遂にゲーム化!」「ゲームに秘めるせがたの魂!」「只今、制作進行中」のテロップが続く。最後は「せがた三四郎 真剣遊戯（仮）10月29日発売予定 4800円（税別）」。
20. 『せがた三四郎 真剣遊戯』
せがた三四郎CMシリーズ最終作。せがた三四郎主演のゲーム（せがた三四郎の登場するミニゲーム集）のCM。
ドリームキャスト発売間近のセガ本社ビルに向けて、高笑いする謎の外国人がミサイルを撃ち込むが、屋上から飛び降りた三四郎が受け止めて阻止する。渾身の力を込めミサイルの軌道を上空に逸らした三四郎は、ミサイルにしがみついたまま宇宙空間に飛び出し、「セガサターン、シロ、セガサターン、シロ…」と唱え続け、最後に「セガサターン…シロ〜ッ!」の絶叫の後、ミサイルとともに爆発。CMの最後は尾美としのりによる「せがた三四郎は、君たちの心に」のナレーションと、青空にオーバーラップする三四郎の笑顔で終わる。
クライマックスのミサイル爆発シーンでは、画面右上に人影か破片のようなものが映り込んでおり、ネット上などでは「パラシュートで脱出したのでは?」と、話題にもなっていた。ただ、これは決してスタッフが意図したものではなかったという。

## 主題歌
セガサターン、シロ！
主題歌である「セガサターン、シロ！」（作詞：安藤宏治 / 作・編曲：奥居文生 / CD:WPDV-7138）は、1998年2月15日にWEA japanよりCD化され、10万枚に迫るヒットとなった。
とみたいちろうが歌唱したCM仕様のフルバージョンに加え、せがた（藤岡）歌唱バージョンとカラオケが収録。

また、同年6月にはリミックス盤の「セガサターン、りみっくすシロ!」（WEA japan CD:WPCV 7436、アーティスト名は"DJ SEGATA"と表記）がリリースされた。

## その他
- 1998年10月にはMicrosoft Windows用デスクトップアクセサリとテレビCMの動画を収録した『せがた三四郎 超人伝説』が発売された[8]。
- 『第49回NHK紅白歌合戦』ではせがた三四郎に扮した藤岡弘、が白組の応援で出演。舞台上に乱入してきたショッカーの怪人イカデビルとショッカー戦闘員たちと対戦。“本郷猛状態”となった藤岡の周囲に白煙が徐々に立ちこめるなか、変身ポーズをとって仮面ライダー1号に変身し、昭和ライダーから応援に来た2号、V3、RXと共にショッカーを撃破するという趣向だった。この時に「白組を応援、しろ!!」とのコメントも披露している。
- セガサターンソフト『機動戦艦ナデシコ The blank of 3 years』のセガロゴ出現時にホシノ・ルリが「セガサターン…シロ！」と三四郎の決め台詞をいう（声のみ）。
- ドリームキャスト用ソフト『セガガガ』では巨人の姿となったせがた三四郎を登場させる予定だったが、すでに契約切れという理由もあり、未登場に終わった。
- ドリームキャスト用ソフト『熱闘ゴルフ』にて隠しキャラクターとして登場している。
- 2014年に放送されたセガのゲーム機などのマスコットであるセガ・ハード・ガールズのアニメ化作品『Hi☆sCoool! セハガール』では、作中の教室に「真剣遊戯」と書かれた額が終始飾られていたが、13bit（最終回）になって「なぜ一度も登場しなかった」と称して、せがた三四郎の線画イラストがわずかに登場した。
- 2015年11月発売の3DSソフト『PROJECT X ZONE 2:BRAVE NEW WORLD』において参戦キャラクターとして17年ぶりに復活し、声も藤岡自身が担当する。キャラクター紹介では、様々なゲーム世界のキャラクターが集う異世界を「外国」と認識し、「世界を相手に、セガサターン!」と、セガサターンへの情熱は健在な様子が紹介されている。使用する技やスキルは歴代CMに因んだもので構成されている他、彼が参戦する話のみサブタイトルに声が入っている。セガからの参戦キャラクターとは時代・世界を問わず全員と面識があり[9]、それぞれから一目置かれている。また、同作品に『サクラ大戦シリーズ』も参戦しており、前述の『サクラ大戦2』のCMを再現したイベントもある。セガのキャラクターに限らず本作のほぼすべての出展作品に関する知識を持っている[10]。
- CM放映当時、タカラ（当時）からアクションドールが発売された。
- 2019年3月30日に開催されたセガフェス2019の「セガサターン25周年大感謝祭」において、せがた三四郎に扮した藤岡弘、が「22年の時を経て宇宙より帰還」という形でスペシャルゲストとして登場し、せがた三四郎役を引き受けたきっかけやCM収録時の裏話などを語った[11]。
- 藤岡弘、の長男である藤岡真威人も、2020年3月25日よりセガ設立60周年記念プロジェクトアンバサダーとして、同プロジェクトのキャラクター「せが四郎」を演じており、これが俳優デビュー作となった[12]。続くCM第2弾「秘密編」では、せが四郎はせがた三四郎の息子であることが明らかになり、謎の敵「セガハタンシロー」が突如現れる。さらに6月3日公開のCM第3弾「決意編」ではセガハタンシローと柔道勝負を繰り広げ、せが四郎は苦戦しながらもセガハタンシローを投げ飛ばす。投げ飛ばされたことでセガハタンシローの仮面が外れ、その正体が生き延びていたせがた三四郎であることが判明する。せが四郎を60年を迎えた新たなセガを受継ぐ者として認めたせがた三四郎は、自らを古きセガの象徴と自認し、せが四郎に自ら巴投げされ土星に衝突。せが四郎にセガの全てを託した[13]。